# Gain (électronique)
Pour les articles homonymes, voir Gain.
En électronique, le gain est la capacité d'un dispositif à augmenter la puissance d'un signal. Le gain exprime généralement en décibels le coefficient de transmission d'un dispositif.
On parle aussi de gain d'antenne, pour exprimer la capacité à transmettre plus qu'une antenne de référence dans une direction donnée.

## Définition

### Conditions implicites
Selon une définition générale, le gain est

1. augmentation, entre deux points, d'une puissance électrique, électromagnétique ou acoustique ;
2. expression quantitative de l'augmentation d'une puissance par le rapport des valeurs en deux points d'une puissance ou d'une grandeur qui est liée à la puissance par une relation bien définie.

La définition sommaire du gain comme mesure de l'amplification, de l'avantage procuré par un circuit comporte plusieurs conditions implicites.
PuissanceOn ne parle pas de gain pour l'élévation de tension par un transformateur, parce que la puissance ne varie pas entre l'entrée et la sortie. Dans le domaine du traitement du signal, on définit la grandeur qui varie pour produire un signal. Dans un amplificateur électronique, c'est le plus souvent la tension. Dans certains cas, comme celui d'un amplificateur suiveur ou du dernier étage d'un amplificateur audio, la tension ne change pas entre l'entrée et la sortie, mais le circuit est capable de fournir une intensité supérieure. Dans tous les cas, le gain désigne le rapport d'augmentation de la puissance du signal sur une charge donnée, ce qui rend pratique et cohérent de l'exprimer en décibels.
Intégrité du signalIl faut que le signal en sortie soit homologue, à la puissance près, au signal en entrée. Le gain se calcule ou se mesure dans un domaine où le circuit est linéaire et invariant dans le temps, de sorte qu'à tout moment, l'amplitude du signal de sortie s'obtient en multipliant l'amplitude d'entrée par un coefficient constant. Il n'est pas nécessaire que les grandeurs d'entrée et de sortie soient identiques.
FréquenceTout circuit électronique a un domaine de fonctionnement en fréquence. Le gain est spécifié, mesuré ou calculé pour un signal sinusoïdal. Quand on n'envisage qu'une seule valeur de fréquence, on la choisit proche de la moyenne géométrique des bornes de la bande passante.
Ces considérations aboutissent à la définition synthétique de la Commission électrotechnique internationale :

gain, pour un système linéaire invariant dans le temps avec une variable d'entrée sinusoïdale en régime établi de la variable de sortie, rapport de l'amplitude de la variable de sortie à l'amplitude de la variable d'entrée correspondante à une pulsation donnée.
Lorsque les grandeurs d'entrée et de sortie sont identiques, le gain se calcule en divisant l'amplitude du signal en sortie par celle du signal en entrée. Son expression complète indique la fréquence du signal ou sa pulsation et la valeur limite de la distorsion.
Gain en tension : 32 dB à 1 KHz sur charge de 10 kΩ, distorsion harmonique totale < 0.1 %.

### Gain d'un quadripôle

Modèle quadripôle d'un amplificateur.

Un élément de circuit électrique ou électronique se raisonne fréquemment sous la forme d'un quadripôle. La notion de gain se développe le plus facilement à partir du modèle quadripôle d'un amplificateur. Dans ce modèle, l'amplificateur se résume à une impédance d'entrée associée à un générateur de tension et à une impédance de sortie. Par définition, le générateur produit une tension V égale à celle de l'entrée, Ve, multipliée par un coefficient, le « rapport de transfert ».
Les grandeurs d'entrée et de sortie dépendent des éléments extérieurs du circuit ; mais si les impédances de sortie des éléments, source et amplificateur, sont faibles devant les impédances d'entrée correspondantes, le gain en tension, rapport Vs / Ve des tensions aux bornes du quadripôle est à toutes fins utiles le rapport de transfert.
On peut transformer le générateur de tension en générateur de courant, avec la résistance de sortie en parallèle, et faire de même avec le courant d'entrée et le courant de sortie.
Comme tension et courant sont des grandeurs de champ, qui viennent au carré dans le calcul de la puissance, la valeur en décibels du gain en tension ou en courant vaut 20 fois le logarithme décimal du rapport entre ces grandeurs.

### Expression en décibels
Le gain s'exprime couramment en décibels, une unité logarithmique destinée à faciliter le calcul des transferts de puissance dans une ligne de transmission ou une suite de circuits en série. Plutôt que de multiplier l'amplitude du signal par un coefficient à chaque étape, on ajoute la somme des valeurs de gain et les valeurs, négatives, d'atténuation. 
Le gain G en puissance d'un circuit se définit de la façon suivante :
{\displaystyle G=10\log \left({\frac {P_{s}}{P_{e}}}\right)\ \mathrm {dB} }
Avec Pe et Ps respectivement les puissances d'entrée et de sortie.
La loi d'Ohm permet de récrire la formule précédente en fonction des tensions d'entrée et de sortie Ve et Vs ainsi que de la résistance d'entrée Re du circuit et de la résistance de charge Rs.
{\displaystyle G=10\log {\frac {({\frac {{V_{s}}^{2}}{R_{s}}})}{({\frac {{V_{e}}^{2}}{R_{e}}})}}\ \mathrm {dB} }
Si le circuit est adapté en impédance (Rs = Re), cette expression devient :
{\displaystyle G=10\log \left({\frac {V_{s}}{V_{e}}}\right)^{2}\ \mathrm {dB} }
soit finalement :
{\displaystyle G=20\log \left({\frac {V_{s}}{V_{e}}}\right)\ \mathrm {dB} }
Cette formule s'utilise pour calculer le gain en tension d'un circuit. Le raisonnement serait identique pour un gain en courant. Dans les circuits où l'impédance d'entrée est égale à l'impédance de sortie, les trois gains, en intensité, en tension, et en puissance sont identiques. 

## Usage
Pour qualifier un circuit, on parle souvent de gain fort ou faible. Un « gain fort » signifie qu'on aura une valeur de sortie largement plus importante que celle d'entrée ; un « faible gain » implique une valeur de sortie du même ordre de grandeur que la valeur d'entrée.
Utilisé seul, le terme de « gain » est ambigu. Il faut préciser s'il s'agit de gain en tension, en courant ou en puissance.
Lorsque les grandeurs d'entrée et de sortie ne sont pas identiques, avec une entrée en courant et une sortie en tension ou inversement, ou que le système comporte des éléments réactifs, le concept de gain montre ses limites. On détermine alors une fonction de transfert.

### Histoire
La notion de gain est intimement liée à celle d'atténuation et au décibel. Elle surgit en téléphonie, lorsqu'au début des années 1920 des amplificateurs électroniques répéteurs permettent de compenser l'affaiblissement du signal dans le câble. On désigne l'amplificateur par la longueur en milles du câble dont il annule l'effet. On dira « suivant le langage téléphonique, l'amplificateur doit donner un gain d'environ 20 milles de câble standard ». La puissance que fournit l'amplificateur procure un gain de la portée de la transmission. Le décibel, défini par la facilité de calcul plutôt que par les caractéristiques du câble, remplacera le msc (mile of standard cable), avec presque la même valeur, dans les années suivantes.

### Gain d'antenne
L'usage d'une antenne directive augmente la portée de la transmission dans la direction principale pour la même puissance rayonnée totale. Le rapport, exprimé en décibels, entre l'antenne de référence et une antenne donnée s'appelle le gain d'antenne.

### Gain d'un transistor bipolaire
Le gain d'un transistor bipolaire est le rapport entre d'une part le courant circulant dans son collecteur et d'autre part le courant circulant dans sa base, en mode dit linéaire (non saturé). Ce gain est souvent désigné par la lettre β, ou par un paramètre hybride en h hFE ou h21 ; il est aussi appelé transmittance directe en courant.
Le gain dépend de la construction du transistor. Il varie avec le courant de collecteur, la tension émetteur-collecteur, la fréquence du signal et la température. Le gain peut varier dans des proportions importantes au sein d'un même lot. 
On appelle fréquence de transition la fréquence à laquelle le gain vaut 1, c'est-à-dire la fréquence au-delà de laquelle le transistor n'amplifie plus.
En général, les transistors de puissance ont un gain plus faible que les transistors de faible signal. Un transistor Darlington a un gain plus élevé. Typiquement un transistor bipolaire a un gain compris entre 50 et 300.

### Gain d'un circuit
Gain en boucle ouverteil s'obtient à une fréquence spécifiée, sans contre-réaction.
Gain statiqueil s'obtient en courant continu sans contre-réaction.
Produit gain-bandeLa spécification d'un produit gain-bande découle d'une limitation volontairement introduite dans un circuit, notamment dans un amplificateur opérationnel, pour améliorer sa stabilité dans les conditions ordinaires d'utilisation. Le circuit se comporte comme un filtre passe-bas du premier ordre, de sorte que son gain diminue à proportion de la fréquence, de 6 dB par octave. Le produit gain-bande, de la dimension d'une fréquence puisque le gain est sans dimension, donne la fréquence à laquelle le gain atteint l'unité, soit 0 dB, aussi bien que le gain maximal, sans contre-réaction, à n'importe quelle fréquence.